# Ippolito Nievo
Ippolito Nievo (Padova, 30 novembre 1831 – Mar Tirreno, 4 marzo 1861) è stato uno scrittore, patriota e militare italiano.
Seguace delle idee di Giuseppe Mazzini, svolse un'intensa attività patriottica partecipando anche alla spedizione dei Mille e rimanendo in seguito in Sicilia con compiti amministrativi. Scrisse diverse novelle e romanzi, tra cui Le confessioni di un italiano, che è considerato una delle opere più importanti del Risorgimento Italiano: il romanzo, pubblicato postumo, è di considerevole lunghezza; ambientato fra il Settecento e la seconda guerra d'indipendenza italiana, ha momenti di notevole forza narrativa; partendo da spunti fiabeschi, tratti dal mondo dell'infanzia, passa a narrare la maturazione etica e spirituale del protagonista sullo sfondo della formazione dell'unità italiana.

## Biografia
Ippolito Nievo nasce a Padova nell'anno 1831, nel palazzo Mocenigo Querini, primogenito di Antonio, magistrato, e di Adele Marin, figlia della contessa friulana Ippolita di Colloredo e del patrizio veneziano Carlo Marin, intendente di finanza a Verona. I conti di Colloredo Mels sono titolari del feudo di Monte Albano, dove sorge il castello di Colloredo, a metà strada fra Tricesimo e San Daniele, luoghi frequentati nell'infanzia da Ippolito, quando, nel 1837, il padre viene trasferito da Soave nella pretura di Udine.

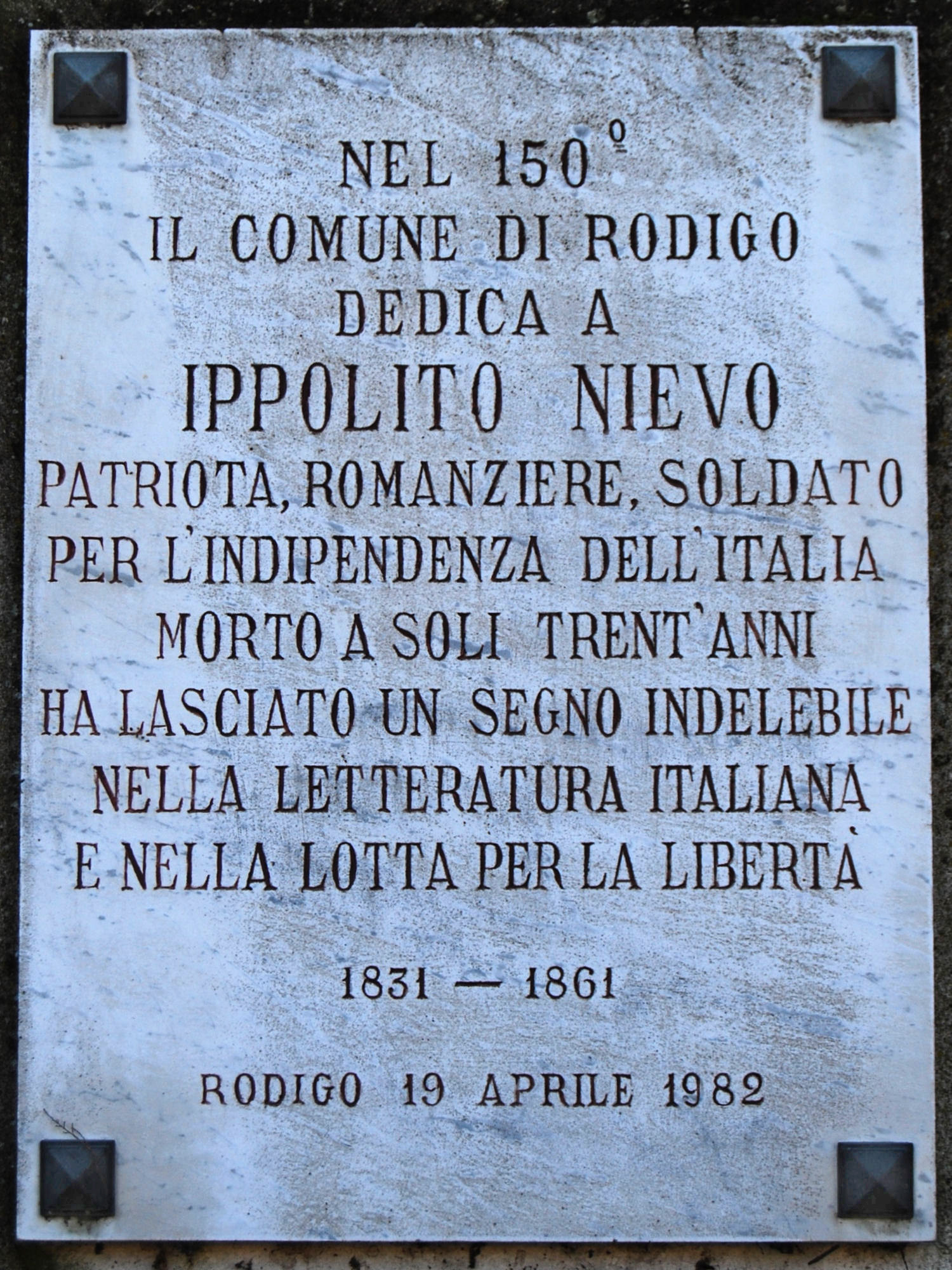
Fossato di Rodigo, lapide commemorativa

Nel 1841 Ippolito viene iscritto nel collegio del seminario di Sant'Anastasia di Verona come convittore interno poi, non sopportandone la disciplina, dal 1843 vi frequenta il Ginnasio come esterno. La sua solitudine è alleviata dalle visite del nonno Carlo, uomo colto, amico del Pindemonte e amante della letteratura, che diviene, per la lontananza dei genitori, la figura di riferimento e al quale dedica il quaderno dei suoi Poetici componimenti fatti l'anno 1846-1847, semplici poesie scolastiche in stile classicista. Quando, nel 1843, muore Alessandro Nievo, il primogenito Antonio, padre di Ippolito, che già possedeva la villa di famiglia con terreni agricoli a Fossato frazione del comune di Rodigo (Provincia di Mantova), avendo rilevato la quota ereditaria di un suo fratello, divenne unico proprietario del palazzo Nievo a Mantova, con i relativi arredi, le collezioni d'arte e la ricca biblioteca. Antonio Nievo vi prende domicilio con la sua famiglia e con due fratelli, anche in seguito al suo trasferimento, nel 1847, alla pretura della vicina Sabbioneta. Ippolito torna nella famiglia a Mantova, città dove è andato a stabilirsi e a trascorrervi gli anni della pensione, anche il nonno Carlo Marin. Qui Nievo prosegue gli studi al Liceo Virgilio, compagno di Attilio Magri (1830-1898) il quale, innamorato di Orsola Ferrari, ne frequenta la casa e vi introduce anche Ippolito che conosce la sorella maggiore, Matilde (1830-1868), il suo primo amore.
Nel 1848 il giovane Ippolito, affascinato dal programma democratico di Giuseppe Mazzini e Carlo Cattaneo, probabilmente è coinvolto in prima persona nella fallita insurrezione di Mantova. Prudentemente, continua a Cremona gli studi con l'amico Attilio Magri e, l'anno dopo, poiché la famiglia ritiene opportuno che si allontani per qualche tempo dalla Lombardia, egli si trasferisce in Toscana, prima a Firenze e poi a Pisa. Qui entra in contatto con gli esponenti del partito democratico di Guerrazzi: anche la Toscana è scossa dai moti risorgimentali e forse Ippolito partecipa a Livorno al moto del 10 maggio 1849 contro gli Austriaci, intervenuti per favorire il ritorno del granduca Leopoldo fuggito quattro mesi prima da Firenze.
Ritornato in settembre a Mantova, va a continuare gli studi a Cremona, dove nell'agosto del 1850 consegue la licenza liceale. In autunno si iscrive alla Facoltà di Legge dell'Università di Pavia e mantiene continui rapporti epistolari con Matilde Ferrari: le 69 lettere scritte dal 1850 ai primi del 1851, più che essere una sincera e spontanea comunicazione di un innamorato lontano, appaiono dettate da un'intima necessità di espressione lirica e scritte con lo sguardo rivolto a canoni letterari, finendo così per interessare «soprattutto per il modo in cui la materia sentimentale, sollevata talora a toni di enfasi appassionata, si atteggia in formule di chiara matrice letteraria, fin quasi a definirsi in un'autonoma sequenza di romanzo epistolare, aperta alle suggestioni che provenivano dai consacrati modelli del genere, dalle Ultime lettere di Jacopo Ortis di Ugo Foscolo e dalla Giulia o la nuova Eloisa di Jean-Jacques Rousseau».. Ai primi del 1851, la relazione s'interrompe e, contro Matilde e la famiglia Ferrari, Ippolito scrive un breve romanzo, Antiafrodisiaco per l'amor platonico.
Nel gennaio del 1852 iniziò un'attività di pubblicista nel quotidiano bresciano La Sferza. Alla fine dell'anno si iscrisse all'Università di Padova, riaperta dal governo austriaco dopo le agitazioni liberali e, recandosi spesso in Friuli, collaborò con la rivista L'Alchimista Friulano, dove pubblicò anche poesie che, raccolte in volume, furono pubblicate nel 1854 dall'editore Vendrame di Udine.
Nel 1855, deluso dalla situazione politica italiana, lo scrittore passò lunghi periodi a Colloredo di Montalbano, dove si dedicò attivamente alla produzione letteraria, delineando nella mente quello che fu il suo capolavoro, Le confessioni d'un italiano. Il 22 novembre dello stesso anno si laureò. Cominciò a frequentare lo studio del notaio Francesco Tamassia, assecondando la famiglia che desiderava intraprendesse la professione notarile, ma alla fine non esercitò mai la professione, soprattutto per non doversi sottomettere al governo austriaco.
Continuò nel frattempo l'attività di pubblicista e si avvicinò al giornalismo militante milanese collaborando al settimanale Il Caffè. Nel 1856, a causa di un racconto intitolato L'avvocatino pubblicato sul foglio milanese Il Panorama universale, fu accusato di vilipendio nei confronti delle guardie imperiali austriache e subì un processo nel quale patrocinò se stesso. Fu questa l'occasione per trascorrere lunghi periodi a Milano dove ebbe modo di partecipare agli stimolanti dibattiti letterari e politici che si svolgevano e di apprezzare il vivace clima culturale di quella città. Ippolito Nievo iniziò una relazione con Bice Melzi d'Eril, moglie del cugino Carlo Gobio; le fu legato fino alla morte, indirizzandole numerose lettere durante l'intero periodo delle imprese garibaldine.

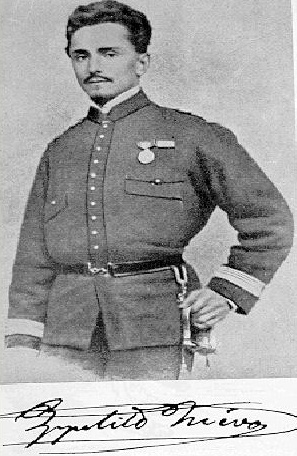
Ippolito Nievo in divisa da ufficiale garibaldino

Tra il 1857 e il 1858 Nievo, ritornato a Colloredo, si dedicò intensamente alla stesura del suo grande romanzo Le confessioni d'un italiano che venne pubblicato postumo nel 1867 dall'editore Le Monnier con il titolo rivisto Le confessioni di un ottuagenario.
Gli eventi del 1859 e del 1860 resero più intensa la sua attività giornalistica e ne sollecitano i primi due saggi politici, l'opuscolo Venezia e la libertà d'Italia, ispirato dalla mancata liberazione della città e pubblicato a luglio 1859, e il Frammento sulla rivoluzione nazionale. Si dedicò inoltre alla stesura di un nuovo romanzo, Il pescatore di anime, destinato a rimanere incompiuto.
Nel 1859 fu volontario tra i Cacciatori delle Alpi di Giuseppe Garibaldi, nella seconda guerra d'indipendenza.

### La spedizione dei Mille e la morte
L'anno seguente partecipò alla Spedizione dei Mille (numero 690 nell'elenco de I Mille). Nello stesso periodo anche i suoi fratelli Carlo e Alessandro decisero di arruolarsi, ma nell'Esercito regolare sardo.
Unendosi ai volontari garibaldini il 5 maggio 1860, Nievo salpò da Quarto a bordo del Lombardo insieme a Nino Bixio e Cesare Abba sbarcando a Marsala. Distintosi nella battaglia di Calatafimi e a Palermo, raggiunse il grado di colonnello e gli venne affidata la nomina di "Intendente di prima classe" della spedizione, con incarichi amministrativi, divenendo il vice di Giovanni Acerbi. 
Fu anche attento cronista della spedizione (Diario della spedizione dal 5 al 28 maggio e Lettere garibaldine). Durante la dittatura garibaldina fu vice-intendente generale dell'Esercito Meridionale in Sicilia.

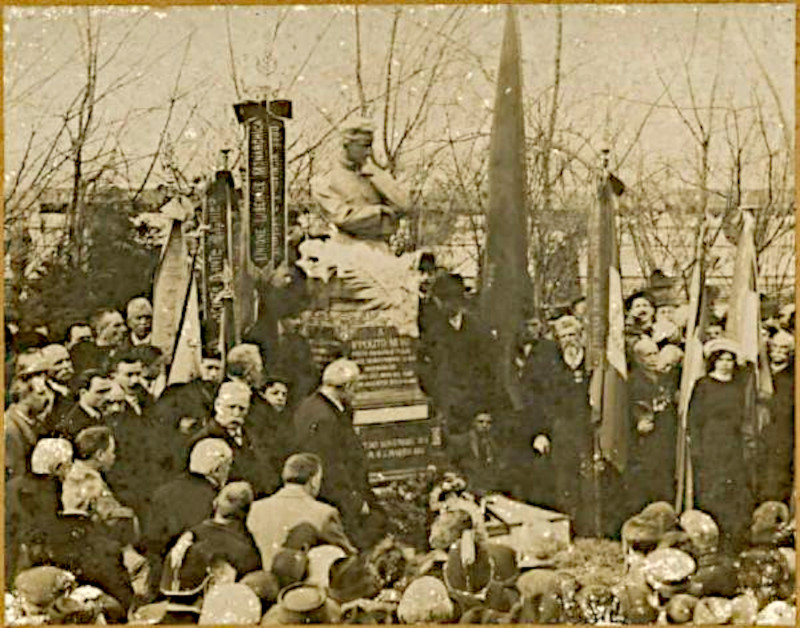
Inaugurazione del monumento a Ippolito Nievo, Mantova, 5 marzo 1911, opera dello scultore Carlo Cerati

Con la conquista del Regno delle Due Sicilie, il giovane colonnello, avendo ricevuto l'incarico di riportare dalla Sicilia i documenti amministrativi delle spese sostenute dalla spedizione, si imbarcò assieme ai capitani Maiolini e Salviati e allo scritturale Fontana sulla nave a vapore "Ercole". Sullo stesso vapore viaggiava Pietro Nullo, fratello minore di Francesco Nullo, anche lui volontario garibaldino, ma con mansioni diverse da Nievo e colleghi. Nella notte tra il 4 e il 5 marzo 1861, durante la navigazione da Palermo a Napoli, il piroscafo Ercole fece naufragio, perirono tutte le persone imbarcate e né relitti né cadaveri furono restituiti dal mare.
Le circostanze del naufragio vengono indagate un secolo dopo dal discendente Stanislao Nievo, che ne ricava anche un romanzo, avanzando l'ipotesi che il naufragio sarebbe stato causato da un attentato, il cui movente potrebbe essere la volontà di nascondere il ruolo giocato da finanziamenti internazionali, in particolare del Regno Unito, a favorire la spedizione dei Mille.
Nel 1915 venne varato il cacciatorpediniere Nievo, intitolato a lui.
A Nievo è dedicato, tra gli altri, il più antico Liceo Scientifico di Padova.

## Attività letteraria

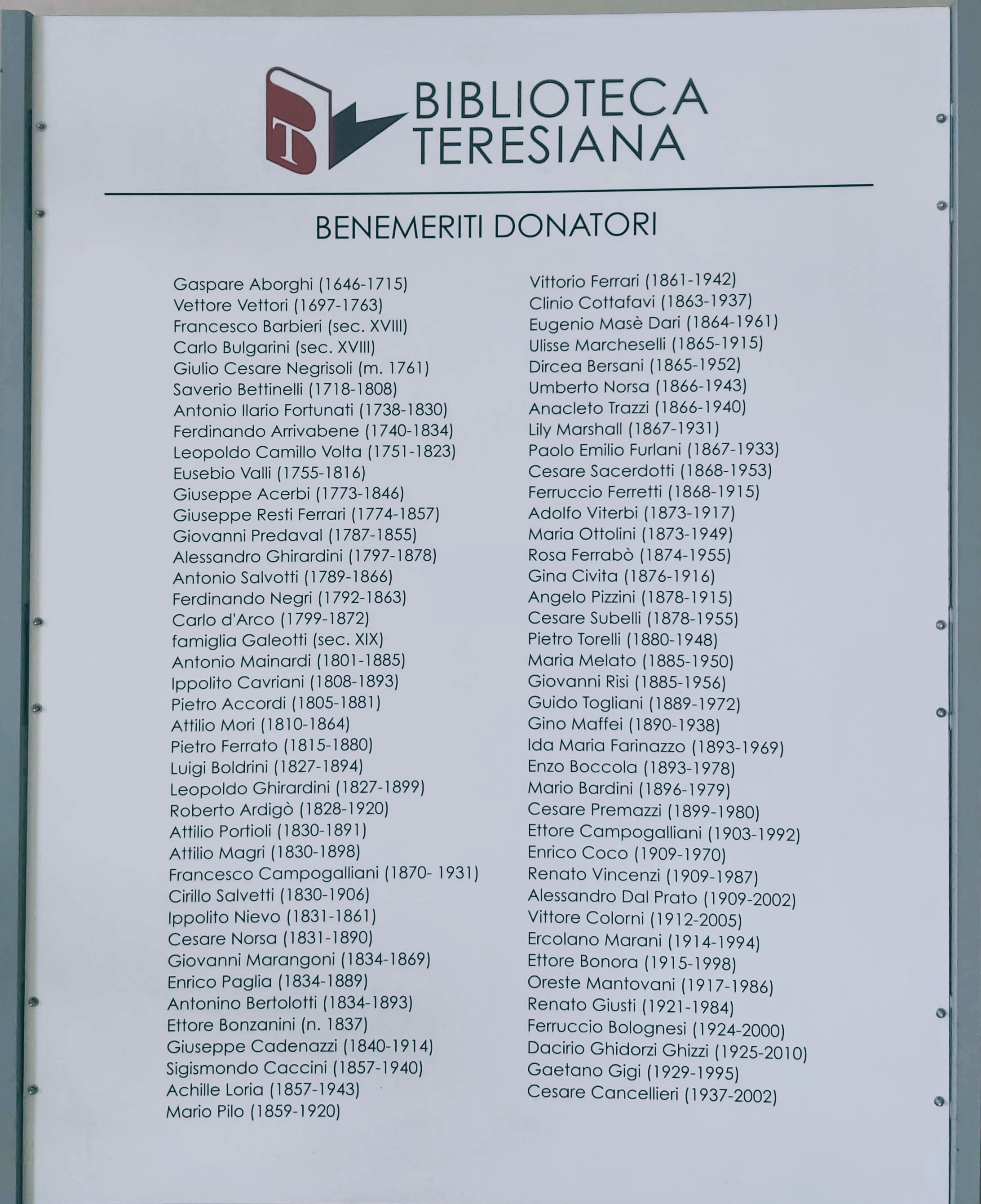
Ippolito Nievo tra i donatori della Biblioteca Teresiana di Mantova.

### Inizi
Antiafrodisiaco per l'amor platonico, lasciato manoscritto, fu pubblicato per la prima volta nel 1956. Inutile dire che Matilde - Morosina nel romanzo - non è più l'«anima pura», né lo «specchio delle immagini più caste, dei pensieri più angelici e soavi» delle lettere, ma una scipita ragazza che rideva molto e parlava poco «perché è molto più facile colle labbra far delle smorfie, che dei bei discorsi», un'ipocrita che «nascondeva sotto le spoglie del vergine affetto quei codardi istinti, che il Tartufo di Moliere nascondeva sotto la tonaca del gesuita», mentre naturalmente Ippolito è l'ingenuo ragazzo che si è lasciato «minchionare da buonissimo diavolo, battezzando per amore celestiale e divino, una voglia e un prurito irresistibile di marito». La conclusione è di prendere «l'amore senza astrazione», senza preoccuparsi dei possibili «inconvenienti alla simmetria della fronte»: vi è tuttavia nel romanzo una freschezza e una disinvoltura d'invenzione nelle digressioni frequenti della vicenda che ricordano un poco lo Sterne, e vi traspare l'interesse ai personaggi minori disegnati «con un gusto felicemente caricaturale che sembra preludere ai più maturi esiti della ritrattistica nieviana»..
Il romanzo risente di un impianto teatrale: non è pertanto casuale che in quello stesso anno Ippolito scriva anche la commedia Emanuele dedicata all'amico e compagno di studi Emanuele Ottolenghi, che non sarà mai rappresentata, e Questi Versi, che rimangono ignorati dal pubblico, sono scritti a imitazione di Giuseppe Giusti, dal quale riprende metrica e linguaggio transitante dal popolare al letterario, e si rivolgono contro l'accademia classicista e le svenevolezze romantiche, critiche apprezzate nella recensione de «Il Crepuscolo», la rivista di un critico importante come Carlo Tenca.
Ma se con il primo volume dei Versi Nievo voleva presentare un impegno civile diretto e popolare e rifiutare motivi arcadici e lirici, nel secondo volume pubblicato l'anno successivo egli conserva bensì i motivi della partecipazione civile ma affinati da un tono più raccolto e meditato e nobilitati da richiami a poeti della tempra di Dante, Giuseppe Parini, Ugo Foscolo e Leopardi.

### La poetica: gli «Studii sulla poesia popolare e civile»
Il 6 aprile 1854 viene rappresentato a Padova dalla compagnia Dondini, senza successo, il suo unico dramma Gli ultimi anni di Galileo Galilei e poi viene pubblicato il saggio Studii sulla poesia popolare e civile massimamente in Italia che già precedentemente era uscito in sei puntate su "L'Alchimista Friulano" dal 9 luglio al 15 agosto 1854. Nel saggio, che risulta quasi una messa a punto della sua polemica contro l'attuale letteratura, il Nievo tracciava un ampio panorama storico che dalle origini delle letterature romanze arrivava fino ai tempi presenti. Quello che egli cercava nella letteratura romantica era una letteratura nuova che, partendo dal rispetto della tradizione e rifacendosi a Dante Alighieri, risalisse lungo i secoli per attingere dall'insegnamento virile di Vittorio Alfieri e di Giuseppe Parini, in parte di Foscolo fino a Alessandro Manzoni. Il saggio si concludeva con un elogio al Giusti del quale egli lodava non solo i valori morali che la sua poesia aveva espresso, ma anche la lingua vigorosa e parlata.
Ancora più attenuata sarà l'influenza di Giusti nelle successive raccolte: "Le Lucciole. Canzoniere (1855-1857)", pubblicato a Milano dall'editore Redaelli nel 1858 e Gli Amori Garibaldini, pubblicato a Milano dall'editore Agnelli nel 1860.

### Novelliere campagnuolo e altri racconti
Quando il Nievo intraprese la sua opera di narratore lo fece ispirandosi alla vita delle campagne e prendendo come modelli letterari le novelle di Giulio Carcano, di Caterina Percoto, di Francesco Dall'Ongaro oltre che dai romans champêtres ambientati nel "Berry" di George Sand.
Le novelle, in tutto sette, erano state scritte tra il 1855 e 1856 pubblicate nei giornali e pronte ad uscire in volume con il titolo di Novelle campagnuole come scriverà il Nievo il 14 marzo 1857 al cugino Carlo Gobio. Le novelle in realtà rimasero inedite e furono pubblicate solo nel 1956 a Torino dall'editore Giulio Einaudi, con il titolo Novelliere campagnuolo e altri racconti.

#### La nostra famiglia di campagna
La nostra famiglia di campagna uscì su La Lucciola di Mantova dal maggio al dicembre 1855 e probabilmente
sarebbe dovuta essere l'introduzione al Novelliere. Lo si può dedurre dal tono discorsivo, appena accennato dall'esile racconto e soprattutto rivolto a presentare a quella borghese, la società contadina dell'Alto Mantovano: presa ad esempio  circa la vita difficile e stentata di tutte le popolazioni agricole: dell'Italia settentrionale e in quei decenni.

#### La Santa di Arra
La Santa di Arra venne pubblicata nel settembre del 1855 sul Caffè di Milano ed è ambientata nel Friuli, in particolare in quella zona di collina a nord di Udine che l'autore conosceva bene: grazie alle sue lunghe dimore a Colloredo di Montalbano. La vicenda, alquantp lacrimevole, sfocia in un moraleggiante finale. Il bene trionferà sul male ma diventa anche pretesto per descrivere, in modo veritiero e appassionato, i costumi del villaggio, consegnandoci così un pezzo di storia sociale dell'epoca.

#### Il milione del bifolco
Il milione del bifolco fu pubblicato con cadenza quasi settimanale dalla primavera del 1856 dal giornale mantovano La lucciola.

#### La pazza del Segrino
La pazza del Segrino venne scritta nel dicembre del 1855 e rimase inedita fino al 1860. È una drammatica vicenda ambientata sulle rive del lago del Segrino, nei pressi di Canzo, cittadina di villeggiatura dell'Alta Brianza che aveva colpito l'immaginario dell'autore. La novella all'inizio assume un'intonazione campagnola per concludersi man mano in un tranquillo e borghese lieto fine.

#### Il Varmo
La novella Il Varmo uscì, dal marzo al maggio 1856, sull'Annotatore Friulano.

In essa, il Nievo, con una maggiore coerenza che nelle precedenti novelle, delinea il suo racconto seguendo i personaggi dalla nascita alla maturità, Profonde riflessioni sulla loro vita mettono in risalto il rapporto tra i loro caratteri e i loro destini.

I critici che si sono soffermati su questa novella più che sulle altre, hanno individuato in essa il nucleo iniziale del descritto idillio tra Carlino e Pisana, bambini, nei primi capitoli delle Confessioni d'un italiano.
Nel Varmo il Nievo tratteggia il tema dell'infanzia inteso come quel particolare momento della vita all'interno del quale coesiste sempre il triste presentimento di una maturità mai appagante. L'amore fanciullesco dei due personaggi principali, Favitta e Sgricciolo, è come offuscato dalla sensazione che temperamenti diversi, che si attraggono e si respingono, possono essere sì destinati ad unirsi ma anche a soffrire del/nel reciproco affetto.

### Il ciclo del contadino Carlone
Le ultime tre novelle appartengono ad un unico ciclo, quello del contadino Carlone, e narrano tre diverse storie accadute durante una veglia in una stalla di Fossato.
Il ciclo comprende Il milione del bifolco pubblicata dall'aprile al giugno 1856 su "La Lucciola", L'Avvocatino che vide la luce sul "Panorama Universale" di Milano, sempre dall'aprile al giugno 1856, La viola di San Sebastiano pubblicata nello stesso anno come seguito dell'Avvocatino ancora su Panorama Universale. Ambientate nel mantovano quelle/queste novelle ritornano, senza una ragione palese, alle colline e alle pianure del Friuli: quando, attraverso le parole del bifolco mantovano Carlo Peschierotti, delineano il quadro di una vita "esemplare"  vissuta attraverso  fatiche,  speranze. E rassegnazione anche di fronte alle disgrazie.

#### Il Conte Pecoraio
Il Conte Pecoraio è un romanzo a carattere contadinesco che sarebbe dovuto diventare, nell'ambizione dell'autore,  libro di lettura delle umili persone contadine durante i mesi oziosi dell'autunno che seguono il periodo della vendemmia e  della semina: quando le notti si allungano e arrivano i primi freddi. Un tentativo, dunque, di avviare una letteratura autenticamente popolare, come tanto il Nievo desiderava.
Ma se i propositi erano alti, in realtà il romanzo, per la storia che risulta  lacrimevole, diviene quasi solo descrizione della misera vita di contadini. Che tuttavia chiaramente appaiono oppressi dalla piccola e retriva nobiltà feudale, ancora protetta dall'Austria.

#### Angelo di bontà. Storia del secolo passato
Angelo di bontà. Storia del secolo passato è un romanzo storico scritto contemporaneamente al Conte Pecoraio e ai racconti campagnoli, iniziato nella primavera del 1855 e terminato nell'agosto dello stesso anno. Venne pubblicato a Milano nel 1856.
La storia è ambientata a Venezia, tra il 1749 e il 1768 e tratta della decadenza di quello stato e del disfacimento della sua aristocrazia dominante. Dramma  sofferto anche nella famiglia materna del Nievo e  ancora vivo nell'animo dei veneziani e dei veneti almeno fino al 1848: fino a quando  venne restaurata. nel 1859, la repubblica di San Marco.

### Le confessioni d'un italiano
(Ippolito Nievo, Le confessioni di un italiano)
Risale al periodo che va tra la fine del 1857 e l'agosto del 1858 la stesura del romanzo Le confessioni d'un italiano che Nievo non pubblicò, sia perché non aveva trovato un editore disponibile, sia perché troppo impegnato nelle vicende garibaldine.
Il romanzo verrà pubblicato nel 1867, dopo la morte dell'autore, a cura di Erminia Fuà Fusinato, moglie di Arnaldo Fusinato amico di Nievo, con alcuni interventi correttori e col titolo( scelto dall'Editore ) Le confessioni di un ottuagenario: diverso dall'originario.

### Scritti di intervento politico e storico
Fra gli scritti a carattere politico e storico sono degni di rilievo Venezia e la libertà d'Italia che venne pubblicato anonimo a Milano dall'editore Agnelli nel 1859, il Diario della spedizione dal 5 al 28 maggio, il Resoconto amministrativo della prima spedizione in Sicilia, e il così chiamato Frammento sulla rivoluzione nazionale la cui data di composizione è incerta (poco prima la spedizione dei Mille, poiché nel testo non vi è alcun riferimento ai Mille) che rappresenta l'ultimo risultato delle riflessioni di Nievo sulla sua breve ma intensa attività politica. Il Frammento era rimasto inedito ed è stato pubblicato da Riccardo Bacchelli.

### La storia filosofica dei secoli futuri
Con il romanzo breve Storia filosofica dei secoli futuri del 1860, Nievo entra di diritto tra i primi precursori della fantascienza italiana. In quest'opera singolare e poco conosciuta egli tratteggia la storia futura dell'Italia, una sorta di fantapolitica che va dall'anno 1860 al 2222.
In questo lasso di tempo, Nievo descrive i passaggi epocali dei periodi:
- Dalla Pace di Zurigo alla Pace di Lubiana
- Dalla Pace di Lubiana alla federazione di Varsavia (1960)
- Dalla federazione di Varsavia alla rivoluzione dei contadini (2030)
- Creazione e moltiplicazione degli omuncoli (2066-2140)
- Dal 2180 al 2222, o il periodo dell'apatia

I periodi corrispondono ai capitoli, e vengono chiusi da un Epilogo.

### Altri scritti
Nievo scrisse anche testi teatrali, editi di recente, fra i quali meritano particolare attenzione le tragedie I Capuani, Spartaco e la commedia I Beffeggiatori. Notevoli pure i due drammi giovanili, l'Emanuele del 1852 e Gli ultimi anni di Galileo Galilei del 1854. Assai importante rimane l'Epistolario utilissimo per la ricostruzione delle vicende biografiche dell'autore, così precocemente mancato.

## Opere
- Il crepuscolo. Strofe per le fauste nozze Cantoni-De-Moll, Mantova, Virgiliani di L. Caranenti, 1852.
- Versi, Udine, Vendrame, 1854; 1855.
- Studii sopra la poesia popolare e civile massimamente in Italia, Udine, Vendrame, 1854.
- Angelo di bontà. Storia del secolo passato, Milano, Oliva, 1856.
- All'amico Attilio Magri nella vigilia delle sue nozze con Luigia Cremonesi, Mantova, Agazzi, 1857.
- Il conte pecorajo. Storia del nostro secolo, Milano, Vallardi, 1857.
- Le lucciole. Canzoniere, Milano, Redaelli, 1858.
- Gli amori garibaldini, Milano, Agnelli, 1860.
- Il barone di Nicastro. Novella, Milano, Sanvito, 1860.
- La pazza del Segrino. Novella, Milano, Sanvito, 1860.
- Le confessioni di un ottuagenario, Firenze, Le Monnier, 1867; Milano, Treves, 1899.
- Poesie, Firenze, Le Monnier, 1883.
- Otto Lettere di Ippolito Nievo, Pisa, Nistri e C., 1891.
- Canti del Friuli, Udine, D. Del Bianco, 1912.
- I Capuani. Tragedia, Lanciano, Carabba, 1914.
- Le invasioni moderne. Commedia inedita in 3 atti, Fermo, Stab. Cooperativo Tipografico, 1933.
- Poesie inedite di Ippolito Nievo a Matilde Ferrari, Milano, Off. graf. lombarda, 1933.
- Scritti vari. La nostra famiglia di campagna, Il milione del bifolco, Le maghe di Grado, Milano, Sonzogno, 1941.
- Il Varmo, Padova, APE, 1945.
- Lettere di Ippolito Nievo ad Arnaldo Fusinato, Udine, A. Pellegrini, 1946.
- Opere, Milano-Napoli, Ricciardi, 1952.
- Antiafrodisiaco per l'amor platonico, Firenze, Le Monnier, 1956.
- Novelle campagnuole, Milano, A. Mondadori, 1956.
- Novelliere campagnuolo e altri racconti, Torino, Einaudi, 1956.
- Frammenti, Udine, Del Bianco, 1958.
- Disegni, Udine, Doretti, 1961.
- Lettere garibaldine, Torino, Einaudi, 1961.
- Quaderno di traduzioni, Torino, Einaudi, 1964.
- Scritti politici e storici, Bologna, Cappelli, 1965.
- Poesie, a cura di Marcella Gorra, Milano, Mondadori, 1970.
- Le lettere di Ippolito Nievo a Matilde Ferrari, Roma, Biblioteca dell'Argileto, 1977.
- Scritti giornalistici alle lettrici, Lanciano, Carabba, 2008.
- Il Conte Pecorajo. Storia del nostro secolo, a cura di Simone Casini, Venezia, Marsilio, 2010. ISBN 978-88-317-9993-5
- Scritti politici e d'attualità, a cura di Attilio Motta, Venezia, Marsilio, 2015. ISBN 978-88-317-2272-8